# Кизе
Кизе (фр. Cusey) насеље је и општина у североисточној Француској у региону Шампањ-Арден, у департману Горња Марна која припада префектури Лангр.
По подацима из 2011. године у општини је живело 261 становника, а густина насељености је износила 11,24 становника/km². Општина се простире на површини од 23,22 km². Налази се на средњој надморској висини од 252 метара.

## Демографија
| 1962. | 1968. | 1975. | 1982. | 1990. | 1999. | 2011. |
| ----- | ----- | ----- | ----- | ----- | ----- | ----- |
| 287   | 320   | 279   | 254   | 268   | 233   | 261   |

График промене броја становника у току последњих година